# Capela de São Sebastião (Cerva)

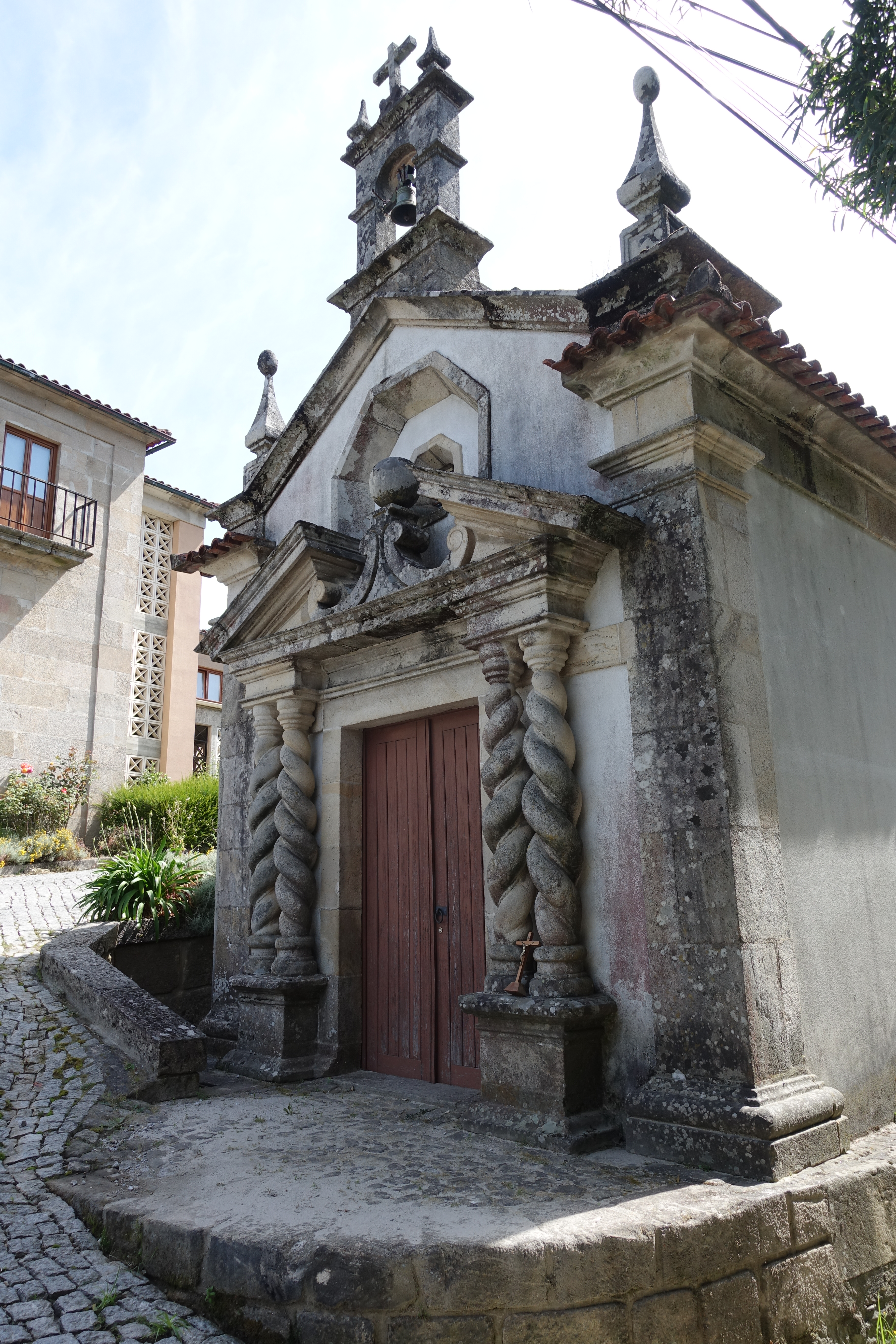

A Capela de São Sebastião é uma capela existente em Cerva, na atual freguesia de Cerva e Limões, no município de Ribeira de Pena, no Distrito de Vila Real, em Portugal.
É uma construção de estilo híbrido, pois junta elementos do final do renascimento maneirista e do barroco. O tímpano triangular da portaria é um elemento clássico de arquitectura grega e romana, reaparecido na arquitectura renascentista dos século XV e XVI. As suas colunas são características do barroco. Nela sempre se efectuou a bênção do Pão no dia do seu orago.